# Pedro de Rivandeneira
Pedro de Rivandeneira lub Ribadeneyra a właściwie Pedro Ortiz de Cisneros (ur. 1 listopada 1527 w Toledo, zm. 22 września 1611 w Madrycie) – hiszpański biograf, myśliciel polityczny i historyk.
Do Towarzystwa Jezusowego wstąpił w wieku 14 lat, a 8 grudnia 1553 roku przyjął święcenia kapłańskie
Potępiał makiawelizm i dał temu wyraz w swych pismach m.in. w: Tratado de la religión y virtudes que debe tener el príncipe cristiano para governar y conservar sus Estados. contra lo que Nicolás Machiavelo y los políticos de este tiempo enseñan ("Traktat o religii i cnotach jakie powinien posiadać chrzescijański książę..." (Madryt, 1595). Termin racja stanu, którego wprawdzie sam Machiavelli nie używał, lecz którego korzystali jego zwolennicy (wymyślił go inny Włoch Giovanni Botero), był dla Ribandeneyry tym samym co "racja Szatana" (razon de satanas).